# ベンツィスラフ・シメオノフ
ベンツィスラフ・シメオノフ（Ventceslav Simeonov, 1977年2月3日 - ）は、イタリアの元男子バレーボール選手。ブルガリア・プロヴディフ出身。ポジションはオポジット。元イタリア代表。

## 来歴
1996年、セリエA・クーネオへ入団。1998年から2シーズン、A2のクラブでプレーし、1999-2000シーズンにコッパ・イタリアA2での優勝に貢献、2000年にA1のモンティキアーリへ移籍した。2008年からヴィボ・ヴァレンツィアに所属。
ブルガリアからイタリアへ帰化し、イタリア国籍を取得、2004年にイタリア代表に選出される。同年8月15日、アテネオリンピック・予選リーグ初戦のアメリカ戦で代表デビューを飾り、銀メダルを獲得した。イタリア代表として通算10試合に出場した。

## 人物
- 父親のカスパー・シメオノフ（英語版）は1980年モスクワオリンピックブルガリア代表で銀メダルを獲得した。

## 球歴
ナショナルチーム代表歴
- オリンピック - 2004年（銀メダル）

クラブチーム優勝歴
- イタリア・スーパーカップ 1996年、2002年
- トップチームズカップ - 2006年

## 所属クラブ
- クーネオVBC（1996-1998年）
- サレルノ（1998-1999年）
- ヴィルトス・バレー・ファーノ（1999-2000年）
- ガベカ・モンティキアーリ（2000-2002年）
- ピエモンテ・バレー（2002-2003年）
- センプレ・バレー・パドヴァ（2003-2005年）
- パッラヴォーロ・ピアチェンツァ（2005-2008年）
- カッリポ・ヴィボ・ヴァレンツィア（2008-2011年）
- パッラヴォーロ・パドヴァ（2011-2012年）
- VfBフリードリヒスハーフェン（2012-2014年）
- Tomis Constanța（2014-2015年）